# 越王山 (紫金县)
越王山，位于中国广东省河源市紫金县西部的古竹镇，毗邻东江，最高峰海拔340米，属丹霞地貌，以南越王赵佗得名。
Template:河源旅游资源列表